# Насо, Джозеф
Джозеф Насо (англ. Joseph Naso; род. 1934) — американский серийный убийца, приговорённый к смертной казни за убийство 6 женщин. На протяжении 34 лет Джозеф Насо был неуловимым, но был разоблачён в 2011 году, благодаря ДНК-экспертизе. Следствие предполагало, что Джозеф Насо причастен к убийствам 10 женщин.

## Биография
Джозеф Насо родился 7 января 1934 года в Рочестере, штат Нью-Йорк. Учился хорошо, в школьные годы не имел проблем с законом. После окончания школы Насо призвали в ВВС США. Отслужив свой срок, он познакомился с Джудит, и они поженились. В браке прожили 18 лет, у них родился сын, как оказалось, в юности заболел шизофренией, поэтому Джозеф Насо расстался со своей женой, но сохранил дружеские отношения, при этом Насо проводил много времени со своим сыном и ухаживал за ним. В 1970 году устроился работать фотографом в местной фотостудии, однако во взрослой жизни Насо попадал в поле зрения правоохранительных органов за мелкие кражи. В середине 70-х годов совершил серию магазинных краж, но отделывался условным сроком или же исправительными работами. Из-за своих краж знакомые прозвали его «Безумным Джо». Насо менял места жительства, проживал в начале в округе Мишн в Сан-Франциско, затем в Сакраменто, а свои последние годы, вплоть до ареста жил в городе Рино штат Невада.

## Серия убийств
Свои убийства Джозеф Насо совершал на протяжении 17 лет в период с 1977 по 1994 годы в штате Калифорния. Убийца охотился на обычных девушек и проституток, похищал, подвергал сексуальному насилию, затем убивал путём удушения. Тела своих жертв выкидывал на обочины, насыпи, в траву и в овраги. Первой жертвой убийцы стала 18-летняя Роксен Роггаш. Её тело было найдено 10 января 1977 года неподалёку от города Фэрфакс в штате Калифорния. Криминалисты предположили, что её убили за день до нахождения её тела. Роксен Роггаш была изнасилована и задушена. Полиция подозревала, что она работала проституткой, но её родные считали, что она не могла заниматься такой профессией.  Второй жертвой стала 22-летняя Кармен Лоррейн Колон. Её тело нашли 13 августа 1978 года в тридцати километрах от места нахождения первой жертвы. Она была изнасилована и задушена. Третьей жертвой была 56-летняя Шария Паттон. Её тело нашли со следами удушения, обнажённой и выброшенной на берег неподалёку от военно-морского склада в городе Тибьюрон, штат Калифорния в 1981 году. Четвёртой жертвой преступника стала Сара Дилан (настоящее имя Рене Шапиро). Её обнажённое тело было обнаружено со следами удушения в 1992 году неподалёку от Сан-Франциско. Перед смертью Рене Шапиро планировала пойти на концерт Боба Дилана, но так и не дошла. Пятой жертвой стала 38-летняя Памела Парсонс. Её тело нашли задушеной в Юба-Сити (округ Юба) в штате Калифорния. Шестой доказанной и последней жертвой стала 31-летняя Трэйси Тафойя. Убийца напичкал её наркотиками, затем изнасиловал её и задушил в 1994 году. Её тело также было найдено в округе Юба. Эксперты установили, что Трэйси Тафойя была убита неделей раньше. Помимо данных доказанных убийств в Калифорнии пропали ещё 4 девушки. Имена своих жертв Джозеф Насо писал в своём дневнике, который найдут при обыске его дома.

## Арест и суд
В 2010 году власти штата Невада арестовали 76-летнего Джозефа Насо по обвинению в краже и мошенничестве. Во время обыска в его доме полиция обнаружила тайный дневник, в котором были написаны имена 10 женщин, их даты смерти, а также местоположения, где были обнаружены тела жертв. Этот дневник и стал поводом для ареста Насо. 11 апреля 2011 года его вновь арестовали и экстрадировали в Калифорнию по подозрению в серии убийств. У Насо взяли образец ДНК и он показал 100 % совпадение с ДНК убийцы, оставленным на телах жертв. На суде ДНК был прямой уликой в деле Джозефа Насо. Но свою вину он так и не признал, однако собранных доказательств хватило для вынесения приговора. 22 ноября 2013 года Джозеф Насо был признан виновным в убийстве 6 женщин и был приговорён к смерти. На сегодняшний день он всё ещё ожидает исполнения смертного приговора.

## Дело Алфавитного убийцы
Поскольку Джозеф Насо был уроженцем Рочестера и вырос в этом городе, он также проходил главным подозреваемым в деле Алфавитного убийцы. В период с ноября 1971 по ноябрь 1973 года в городе Рочестер в штате Нью-Йорк пропали 3 девочки в возрасте 10-11 лет. Их тела нашли мёртвыми со следами изнасилования и удушения. В период этих убийств Джозеф Насо находился в Рочестере и покинул его сразу же после убийства третьей девочки. В 2018 году у Насо, ранее приговорённого к смерти за убийство 6 женщин, вновь взяли образец ДНК на причастность к Алфавитным убийствам, однако ДНК Джозефа Насо не совпало с ДНК Алфавитного убийцы. Дело этого маньяка открыто по сей день.